# Ципка (село)
Ципка — село в Туапсинському районі Краснодарського краю, центр Вельямінівського сільського поселення.
Населення — 703 мешканців (1999).

## Географія
Село Ципка розташовано за 14 км на північний схід від Туапсе на річці Ципка, правій притоці річки Туапсе, залізнична платформа Ципка на лінії «Армавір —Туапсе».

## Топониміка
Назву село Ципка отримало від річки Ципка. Топонім «Ц эпс», «Цепс», «Ципка» має кілька легенд. Одна з байок розповідає, що якийсь перехожий зняв свій старий, зношений вошивий кожух і кинув його в річку. Тулуп довго плив по річці, чому вода стала вошивої. Звідси люди стали називати річку Ц эпс. Спираючись на цю легенду, багато невірно визначають етимологію «Ц эпс» як «Вошива річка». Інший підхід визначає від "Пцэпс", де "пце" — риба, а "пси" — вода, річка, тобто "річка, багата рибою".

## Адміністративний поділ
Вельямінівське сільське поселення складається з 7 населених пунктів: 
- хутір Грецький (186 осіб)
- село Заречьє (139 осіб)
- село Красне (379 осіб)
- село Мессажай (1 208 осіб)
- селище Пригородний (792 осіб)
- селище Холодний Родник (59 осіб)
- село Ципка (703 осіб)